# Joe Tex
Joe Tex, geboren als Joseph Arrington jr., sinds 1972 Yusuf Hazziez (Rogers, 8 augustus 1935 - Navasota, 13 augustus 1982), was een Amerikaans R&B-zanger. Hij behaalde zijn grote successen in de tweede helft van de jaren zestig en kwam in de jaren zeventig nog enkele malen terug met grote hits in de funk/disco.

## Biografie
Arrington werd in 1935 geboren in Texas. Zijn zangtalent liet hij al op jonge leeftijd horen, eerst in de gospelmuziek en daarna in de rhythm-and-blues. Nog een tiener, won hij in 1954 een lokale talentenjacht. Hierna vertrok hij naar New York en nam hij verschillende singles op bij King Records. De muziekstijlen varieerden tussen rockmuziek, in de trant van Little Richard, en ballads.
In 1961 bracht James Brown een aangepaste versie uit van Tex' lied Baby you're right. Hij leerde vervolgens muziekuitgever Buddy Killen uit Nashville kennen die hem meenam naar Muscle Shoals. Deze stad had nog niet de muzieknaam die het later zou krijgen. Hier bracht hij de single Hold what you've got uit die de R&B-hitlijsten bereikte.
Hierna volgden nog een serie singles die de R&B-lijst en de top 40-regionen van de poplijst Billboard Hot 100 bereikten. Een daarvan was I believe I'm gonna make it (1966) die de eerste grote hit was die de Vietnamoorlog tot onderwerp had. Skinny legs and all (1967) was met nummer 10 de grootste hit uit die periode van zijn loopbaan. Zijn album Hold what you've got (1965) was het eerste soulalbum uit het zuiden dat hoog in de pophitlijst van Billboard terechtkwam, namelijk op nummer 5. Hij had in 1968 en 1969 nog een aantal bescheiden hits.
Aan het begin van de jaren zeventig bekeerde hij zich tot de islam. Als artiestennaam bleef hij zich Joe Tex noemen, maar in het burgerleven wijzigde hij in 1972 zijn naam naar Yusuf Hazziez. Veel van zijn tijd bracht hij door op zijn farm in Texas.
In 1972 kwam hij met de single I gotcha dat een type funk was dat zich richting de disco bewoog. Het werd een grote hit, met een nummer 1-notering in de R&B-lijst en op nummer 2 van de Bilbboard Hot 100. Enkele jaren later bracht hij een nummer uit in de discostijl 'bump', getiteld Ain't gonna bump no more (with no big fat woman). Het werd zijn laatste top 10-hit in de R&B-lijst die ook nog een nummer 12 positie in de Amerikaanse poplijst bereikte. Daarnaast kwam het in Europese hitlijsten te staan, waaronder in Nederland en Vlaanderen.
In 1980 werkte hij nog samen aan een hernieuwde versie van de Soul Clan, samen met Ben E. King, Wilson Pickett en Don Covay. In 1982 overleed hij aan een hartaanval. Hij werd 47 jaar oud.

## Discografie

### Albums
Hieronder volgt een selectie van albums die Joe Tex uitbracht:
- 1964: Hold on! It's Joe Tex (Checker LP-2993) )
- 1965: Hold what you've got  (Atlantic SD 8106)
- 1965 The new boss (Atlantic SD 8115)
- 1965 Turn Back The Hands Of Time (Pickwick-33 PC-3020)
- 1966: The love you save (Atlantic SD 8124)
- 1966: I've got to do a little better (Atlantic SD 8133)
- 1967: The best of Joe Tex (Atlantic SD 8144)
- 1968: Live and lively (Atlantic SD 8156)
- 1968: Soul country (Atlantic SD 8187)
- 1969: Happy soul (Atlantic SD 8211)
- 1969: Buying a book (Atlantic SD 8231)
- 1970: Joe Tex Sings with strings and things (Atlantic SD 8254)
- 1971: From the roots came the rapper (Atlantic SD 8292)
- 1972: I gotcha (Dial DL-6002)
- 1972: Spill the beans (Dial DL-6004)
- 1976: Have you ever (Mercury 6338 693), Nederland
- 1977: Bumps & bruises (Epic PET 34666)
- 1978: Rub down (Epic JE 35079)
- 1978: He who is without funk cast the first stone (Dial 6100)

### Singles
Hieronder volgt een overzicht van hitsingles van Joe Tex:
| Jaar | titel                                            | VS | Nederland | Vlaanderen | Duitsland | Zweden | V.K. |
| ---- | ------------------------------------------------ | -- | --------- | ---------- | --------- | ------ | ---- |
| 1964 | Hold what you've got                             | 5  | -         | -          | -         | -      | -    |
| 1965 | You better get it                                | 46 | -         | -          | -         | -      | -    |
| 1965 | You got what it takes                            | 51 | -         | -          | -         | -      | -    |
| 1965 | A woman can change a man                         | 56 | -         | -          | -         | -      | -    |
| 1965 | Don't let your left hand know                    | 95 | -         | -          | -         | -      | -    |
| 1965 | One monkey don't stop no show                    | 65 | -         | -          | -         | -      | -    |
| 1965 | I want to (do everything for you)                | 23 | -         | -          | -         | -      | -    |
| 1965 | A sweet woman like you                           | 29 | -         | -          | -         | -      | -    |
| 1966 | The love you save (may be your own)              | 56 | -         | -          | -         | -      | -    |
| 1966 | S.y.s.l.j.f.m. (The letter song)                 | 39 | -         | -          | -         | -      | -    |
| 1966 | I believe i'm gonna make it                      | 67 | -         | -          | -         | -      | -    |
| 1966 | I've got to do a little bit better               | 64 | -         | -          | -         | -      | -    |
| 1966 | Papa was too                                     | 44 | -         | -          | -         | -      | -    |
| 1967 | Show me                                          | 35 | -         | -          | -         | -      | -    |
| 1967 | Woman like that, yeah                            | 54 | -         | -          | -         | -      | -    |
| 1967 | A woman's hands                                  | 63 | -         | -          | -         | -      | -    |
| 1967 | Skinny legs and all                              | 10 | -         | -          | -         | -      | -    |
| 1968 | Men are gettin' scarce                           | 33 | -         | -          | -         | -      | -    |
| 1968 | I'll never do you wrong                          | 59 | -         | -          | -         | -      | -    |
| 1968 | Keep the one you got                             | 52 | -         | -          | -         | -      | -    |
| 1968 | You need me, baby                                | 81 | -         | -          | -         | -      | -    |
| 1969 | That's your baby                                 | 88 | -         | -          | -         | -      | -    |
| 1969 | Buying a book                                    | 47 | -         | -          | -         | -      | -    |
| 1969 | That's the way                                   | 94 | -         | -          | -         | -      | -    |
| 1972 | I gotcha                                         | 2  | -         | -          | 33        | -      | -    |
| 1972 | You said a bad word                              | 41 | -         | -          | -         | -      | -    |
| 1975 | Have you ever                                    | -  | 20        | -          | -         | -      | -    |
| 1977 | Ain't gonna bump no more (with no big fat woman) | 12 | 5         | 12         | 25        | 18     | 2    |
| 1978 | Loose caboose                                    | -  | 14        | 30         | -         | -      | -    |

- Biblioteca Nacional de España: XX1135566
- Bibliothèque nationale de France: cb139003735 (data)
- Gemeinsame Normdatei: 134537874
- International Standard Name Identifier: 0000 0000 6636 0624
- Library of Congress Control Number: no91017354
- MusicBrainz: bb25e0ba-fd11-4d2a-8ec3-f5674f67c874
- Nationale Bibliotheek van Tsjechië: xx0101513
- Virtual International Authority File: 14959756